# Gryllotalpa nitens
Gryllotalpa nitens är en insektsart som beskrevs av Sigfrid Ingrisch 2006. Gryllotalpa nitens ingår i släktet Gryllotalpa och familjen mullvadssyrsor. Inga underarter finns listade i Catalogue of Life.